# العلاقات الرومانية الليختنشتانية
العلاقات الرومانية الليختنشتانية هي العلاقات الثنائية التي تجمع بين رومانيا وليختنشتاين.

## مقارنة بين البلدين
هذه مقارنة عامة ومرجعية للدولتين:
| وجه المقارنة                                              | رومانيا                                                                               | ليختنشتاين                                 |
| --------------------------------------------------------- | ------------------------------------------------------------------------------------- | ------------------------------------------ |
| المساحة (كم2)                                             | 238.40 ألف                                                                            | 16                                         |
| عدد السكان (نسمة)                                         | 19.59 مليون                                                                           | 37.47 ألف                                  |
| الكثافة السكانية (ن./كم²)                                 | 82.17                                                                                 | 234.19 ألف                                 |
| العاصمة                                                   | بوخارست                                                                               | فادوتس                                     |
| اللغة الرسمية                                             | اللغة الرومانية                                                                       | اللغة الألمانية                            |
| العملة                                                    | ليو روماني                                                                            | فرنك سويسري                                |
| الناتج المحلي الإجمالي (بليون دولار)                      | 211.80 مليار                                                                          | 6.29 مليار                                 |
| الناتج المحلي الإجمالي (تعادل القوة الشرائية) بليون دولار | 465.56 مليار                                                                          |                                            |
| الناتج المحلي الإجمالي الاسمي للفرد دولار أمريكي          | 9.47 ألف                                                                              |                                            |
| الناتج المحلي الإجمالي للفرد دولار أمريكي                 | 23.63 ألف                                                                             |                                            |
| مؤشر التنمية البشرية                                      | 0.793                                                                                 | 0.908                                      |
| رمز المكالمات الدولي                                      | +40                                                                                   | +423                                       |
| رمز الإنترنت                                              | .ro                                                                                   | .li                                        |
| المنطقة الزمنية                                           | ت ع م+02:00، ت ع م+03:00، أوروبا/بوخارست ‏، توقيت شرق أوروبا، توقيت شرق أوروبا الصيفي ‏ | توقيت وسط أوروبا، ت ع م+01:00، ت ع م+02:00 |

## منظمات دولية مشتركة
يشترك البلدان في عضوية مجموعة من المنظمات الدولية، منها:
| علم المنظمة | اسم المنظمة                    | تاريخ انضمام رومانيا | تاريخ انضمام ليختنشتاين |
| ----------- | ------------------------------ | -------------------- | ----------------------- |
|             | الاتحاد البريدي العالمي        | ?                    | ?                       |
|             | منظمة حظر الأسلحة الكيميائية   | ?                    | ?                       |
|             | منظمة التجارة العالمية         | 1995                 | ?                       |
|             | الأمم المتحدة                  | 14 ديسمبر 1955       | 18 سبتمبر 1990          |
|             | منظمة الشرطة الجنائية الدولية  | ?                    | ?                       |
|             | الاتحاد الدولي للاتصالات       | 9 فبراير 1866        | 25 يوليو 1963           |
|             | مجلس أوروبا                    | 7 أكتوبر 1993        | ?                       |
|             | منظمة الأمن والتعاون في أوروبا | 25 يونيو 1973        | 25 يونيو 1973           |

## وصلات خارجية
- موقع وزارة الخارجية الرومانية